# Liskowo (powiat białogardzki)
Liskowo (niem. Grünhof) – osada w Polsce położona w województwie zachodniopomorskim, w powiecie białogardzkim, w gminie Białogard. W latach 1975–1998 osada należała do województwa koszalińskiego. W roku 2007 osada liczyła 6 mieszkańców. Osada wchodzi w skład sołectwa Góry.

## Geografia
Osada leży ok. 1,5 km na wschód od Gór, ok. 1 km na zachód od drogi wojewódzkiej nr 163, blisko Parsęty.

## Komunikacja
Najbliższy przystanek komunikacji autobusowej znajduje się w Górach.